# Agdistis protecta
Agdistis protecta là một loài bướm đêm thuộc họ Pterophoridae. Nó được tìm thấy ở Turkmenistan và Iran.